# Висмутид празеодима
Висмутид празеодима — бинарное неорганическое соединение
празеодима и висмута
с формулой PrBi,
кристаллы.

## Получение
- Сплавление стехиометрических количеств чистых веществ:

{\displaystyle {\mathsf {Pr+Bi\ {\xrightarrow {1800^{o}C}}\ PrBi}}}

## Физические свойства
Висмутид празеодима образует кристаллы
кубической сингонии,
пространственная группа F m3m,
параметры ячейки a = 0,64631 нм, Z = 4,
структура типа хлорида натрия NaCl
.
Соединение конгреэнтно плавится при температуре ≈1800°С.
При давлении 14 ГПа в соединении происходит фазовый переход.